# G.U.Y.
"G.U.Y.", acrónimo para "Girl Under You", é uma canção da cantora norte-americana Lady Gaga, gravada para o seu terceiro álbum de estúdio Artpop. Foi composta e produzida pela própria intérprete com o auxílio de Zedd em ambos os campos. Foi enviada para as rádios italianas a 28 de Março de 2014, servindo como terceiro single do disco. A canção foi desenvolvida enquanto Gaga estava na turnê Born This Way Ball, e foi gravada diversas vezes para a versão final. "G.U.Y." é um faixa EDM contendo elementos notórios da música industrial, R&B contemporâneo e house com suas letras abordando uma série de temas tais como dominação sexual, submissão, e papéis de gênero.
A faixa teve um desempenho moderado nas tabelas musicais. Fez sua estreia na Billboard Hot 100 na septuagésima sexta posição.

## Gravação e composição
Em Setembro de 2011, Lady Gaga confirmou durante uma entrevista ao locutor Ryan Seacrest que estava a trabalhar no sucessor de Born This Way, lançado em 2011. Momentos após o anúncio, o produtor DJ White Shadow, que tinha trabalhado com a artista anteriormente, confirmou o seu envolvimento no trabalho do disco. Outro profissional que frequentemente trabalha com Gaga, Fernando Garibay, também constatou estar presente no próximo projecto da cantora, esperando "superar" os registos anteriores. A jovem gravou Artpop durante a digressão mundial The Born This Way Ball. Durante a preparação e ensaios em palco, Garibay e White Shadow enviaram o seu material para ser utilizado na concepção do trabalho. No mês de Maio de 2012, o seu gerente Vincent Herbert insinuou que a produção para o trabalho tinha sido concluída, adjectivando como "loucos" e "grandes" os registos gravados. Nesse mesmo período, a intérprete apresentou a maqueta final à sua editora e esperava revelar o nome do disco em Setembro, uma revelação que acabou por ser divulgada com um mês de antecedência.
"G.U.Y." é um canção EDM contendo elementos de música industrial e house. Jason Lipshutz da Billboard descreveu a canção como uma "sirene de dança estremecendo fazendo a distinção entre a igualdade de género e da submissão sexual intencional". A canção abre com uma referência-palavra falada para o Deus grego, Himeros, um filho de Afrodite, Artpop em muitas das vezes faz referências a mitologia grega. De acordo com Mikael Madeira de Los Angeles Times, "G.U.Y." é uma das três canções R&B do álbum.

## Desempenho nas tabelas musicais
Após o lançamento do disco, a faixa conseguiu entrar e alcançar a 42.ª posição na tabela musical da Coreia do Sul, South Korea Gaon International Chart, com vendas avaliadas em 3,362 cópias.

### Posições
| Tabela musical (2013-2014)                       | Melhor posição |
| ------------------------------------------------ | -------------- |
| Austrália - ARIA Singles Chart                   | 88             |
| Bulgária - IFPI                                  | 5              |
| Bélgica - Ultratip (Flandres)                    | 7              |
| Bélgica - Ultratip (Valónia)                     | 13             |
| Coreia do Sul - Gaon International Chart         | 42             |
| Croácia - Airplay Radio Chart                    | 7              |
| Estados Unidos - Billboard Hot 100               | 76             |
| Estados Unidos - Billboard Dance/Club Play Songs | 4              |
| França - SNEP                                    | 92             |
| Israel - Media Forest                            | 1              |
| Reino Unido - UK Singles Chart                   | 115            |

## Créditos
Todo o processo de elaboração da canção atribui os seguintes créditos pessoais:
| - Lady Gaga – vocalista principal, composição, produção; - Zedd - composição, produção, programação, mistura; - Dave Russell - gravação; - Benjamin Rice - assistência; | - Sonja Durham - vocais instrutivos; - Ryan Shanahan, Jesse Taub - assistência; - Gene Grimaldi - masterização. |

## Histórico de lançamento
| País           | Data             | Formato             | Editora discográfica   |
| -------------- | ---------------- | ------------------- | ---------------------- |
| Itália         | Rádio mainstream | 28 de Março de 2014 | Streamline             |
| Estados Unidos | Rádio mainstream | 8 de Abril de 2014  | Streamline, Interscope |
| Estados Unidos | Rádio rhythmic   | 8 de Abril de 2014  | Streamline, Interscope |
| Reino Unido    | Rádio mainstream | 12 de Maio de 2014  | Polydor                |